# Förste sergeant (Sverige)
Förstesergeant (förkortning: 1.serg) var en specialistofficersgrad i den svenska försvarsmakten. Graden infördes den 1 januari 2009 och går in under OR 6 (NATO-kod "Other Ranks"). Graden avskaffades 1 oktober 2019 då de nya graderna sergeant och översergeant infördes för OR 6. 

## Lägsta specialistofficersgraden
Graden infördes den 1 januari 2009 som en specialistofficersgrad i armén med tjänsteställning över sergeant och under fanjunkare. Det är den lägsta graden inom specialistofficerskåren i armén och går in under OR-6 (NATO "Other Ranks").
Motsvarande grader är Staff Sergeant (förkortning: SSgt) i USA:s armé och USA:s marinkår. Försvarsmaktens officiella översättning till engelska är däremot Sergeant First Class (förkortning: SgtFC), vilket motsvarar OR-7 i USA:s armé.

### Utbildning till förstesergeant i Armén
För att bli förstesergeant i Armén finns det två vägar in: specialistofficersutbildning (SOU) och anpassad reservofficersutbildning (AROU).
Specialistofficersutbildningen (SOU) är en tre terminer lång utbildning (18 månader) som man genomför vid någon av Försvarsmaktens skolor. Under utbildningen kan man inrikta sig på tolv olika inriktningar, exempelvis mark-, sjö- eller luftstrid, ledning, logistik och underrättelse/säkerhetstjänst.
Man kan även bli antagen till en anpassad reservofficersutbildning (AROU) som är något förkortad. AROU är en generell officersutbildning för den som vill gå mot en befattning som kräver specialistofficersexamen för specialistofficer i reserven. Utbildningen är då uppdelad i kurserna AROK 1 och AROK 2 som är 10 veckor vardera. Från 2018 går det även under v 03-23 genomföra kurserna i en följd, så kallad rak AROU. Du behöver  tidigare erfarenhet som anställd på ett förband för att få möjligheten.

### Utbildning till förstesergeant i Hemvärnet
För att bli förstesergeant i Hemvärnet skall man uppfylla kravet för att erhålla en befattning som har kompetensnivå förstesergeant. Efter att ha genomfört rätt utbildningar och deltagit i hemvärnets övningsverksamhet under en för befattningen föreskriven tid erhålls graden förstesergeant. En förste sergeant i Hemvärnet bär samma gradbeteckning som en förstesergeant i Armén på fältuniform. Begreppet specialistofficer används ej i hemvärnet. 

### Karriärmöjligheter
Som förstesergeant i Armén börjar man oftast sin karriär som gruppchef för en grupp om 6-12 soldater. Befattningarna kan annars vara gruppchef, ställföreträdande plutonchef, kvartermästare, teknisk officer, fältarbetsbefäl, eldledare, instruktör, operatör och andra specialistbefattningar. Efter cirka 4-6 års heltidstjänstgöring i Armén med goda vitsord, eller om personen sitter på en högre befattning, kan förstesergeanten befordras till fanjunkare.

## Gradbeteckningar

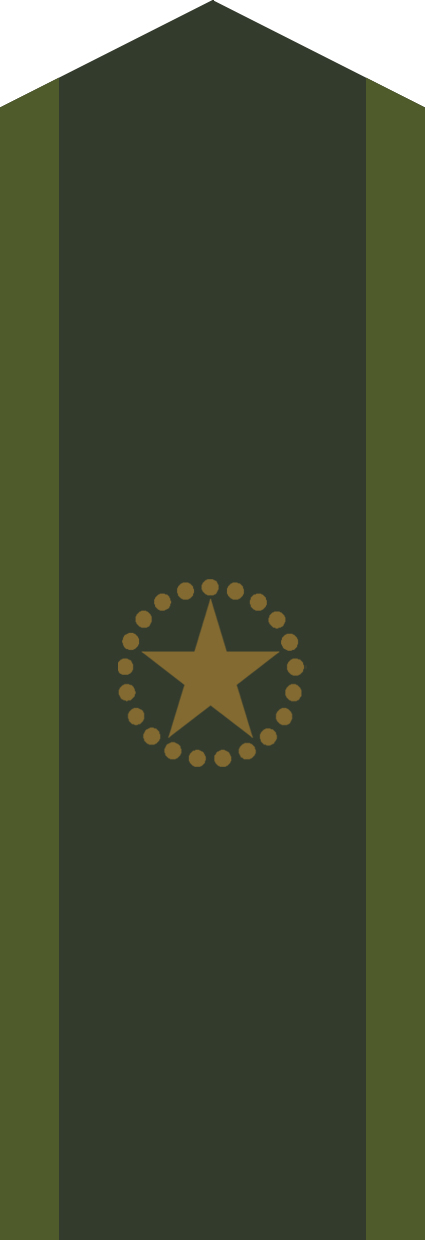
Armén (fältuniform)
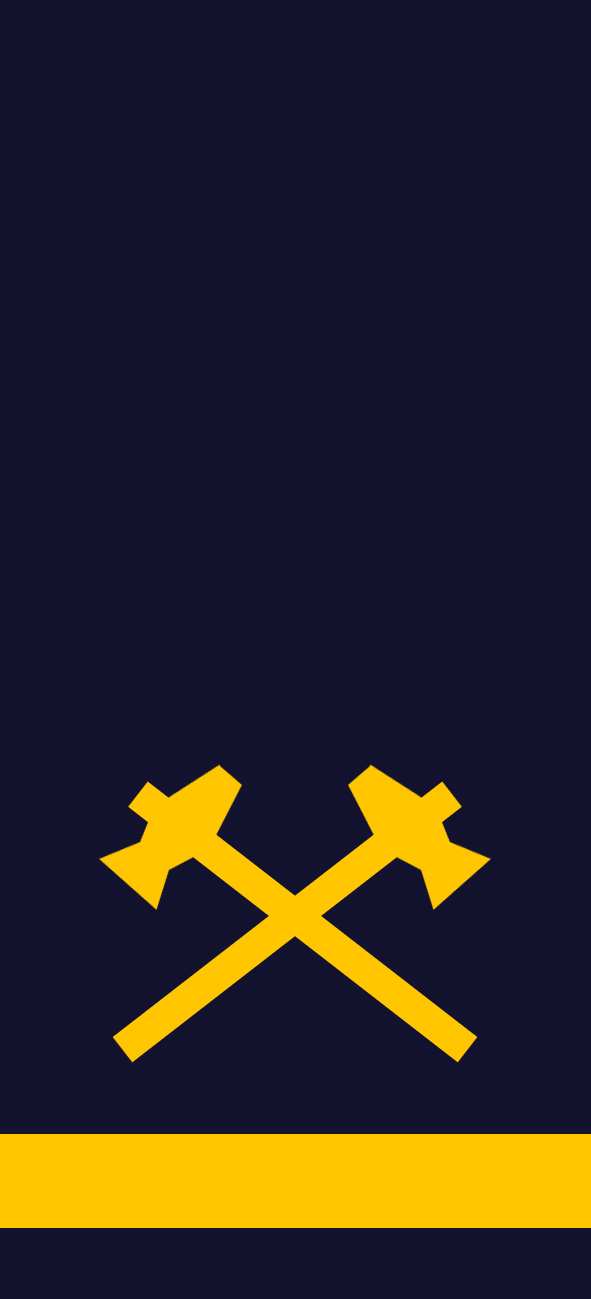
Flottan (fält/sjöstridsdräkt), yrkestecken: vapentekniker
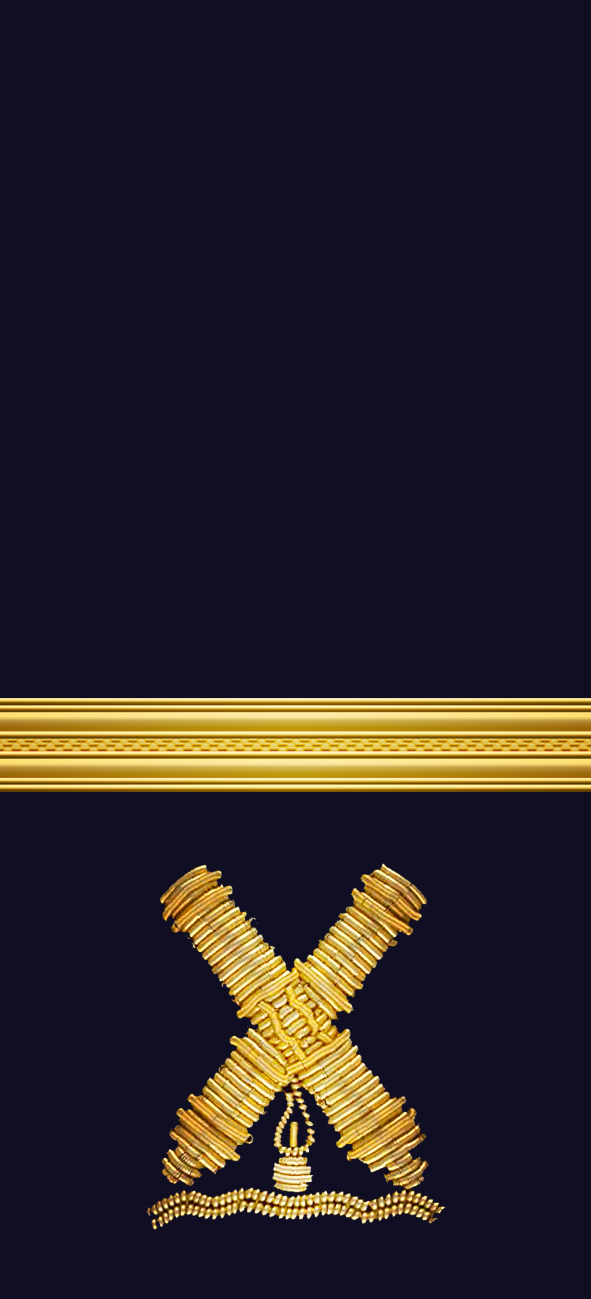
Amfibiekåren (uniform m/87, hylsa)
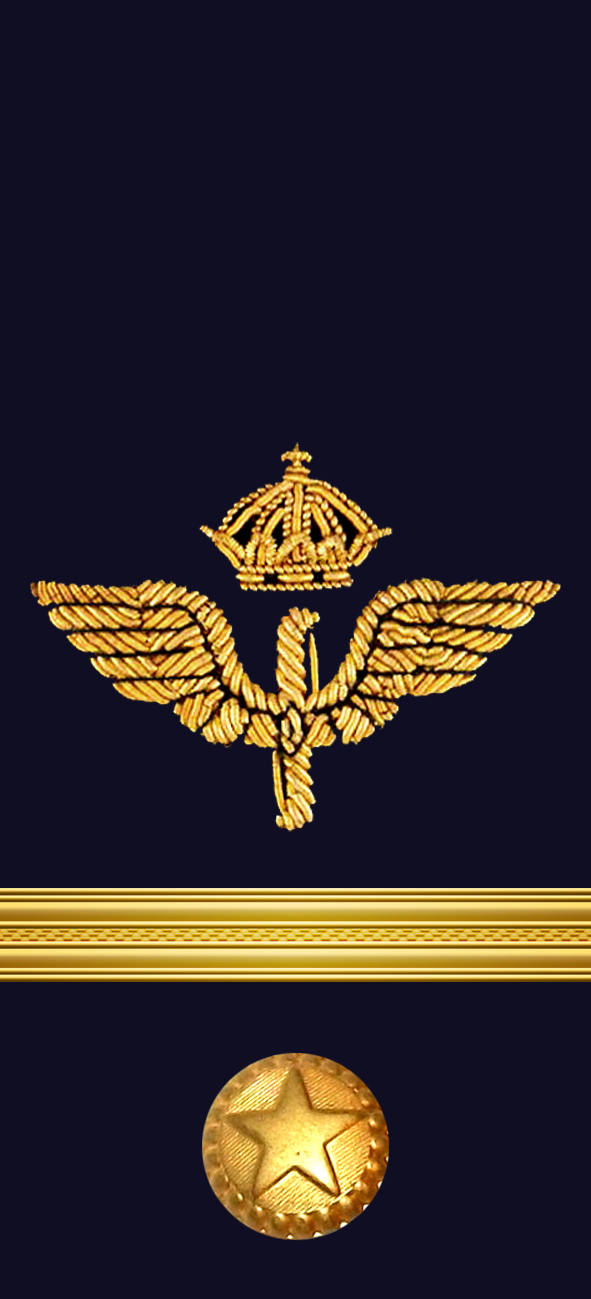
Flygvapnet (uniform m/87)
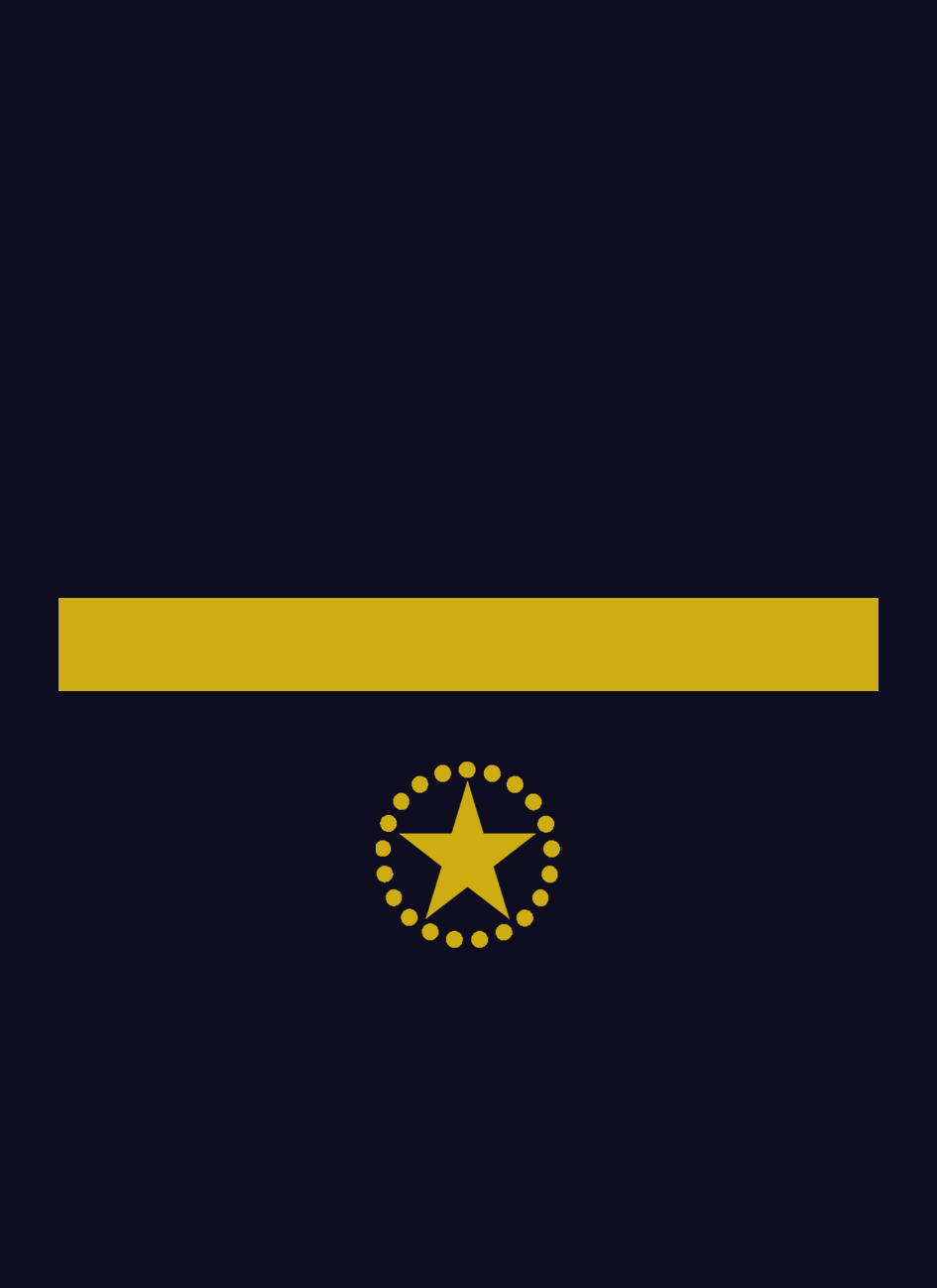
Flygvapnet (flygstridsdräkt)

### Gradbeteckning på ärm

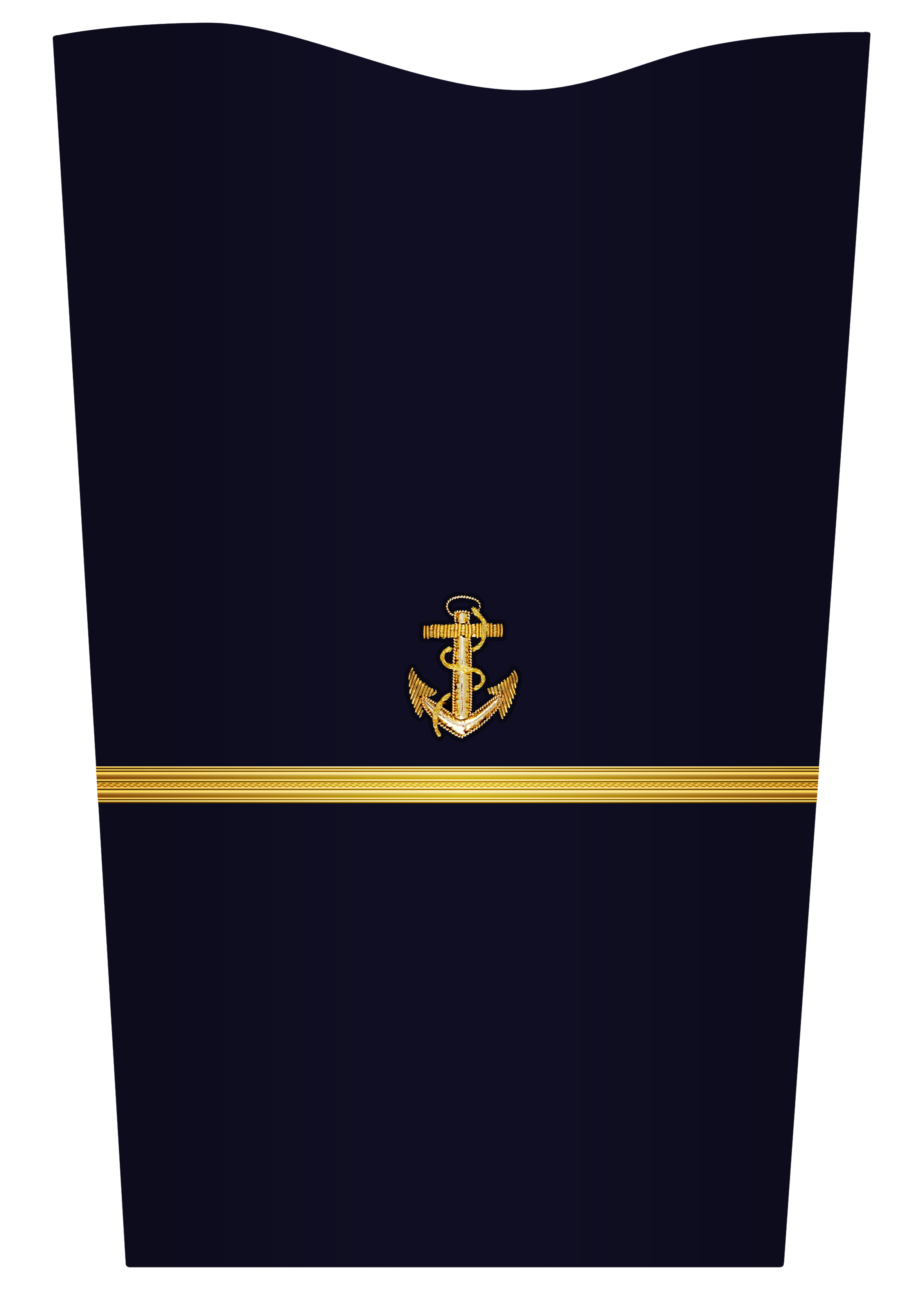
Flottan (innerkavaj m/48, mässdräkt)
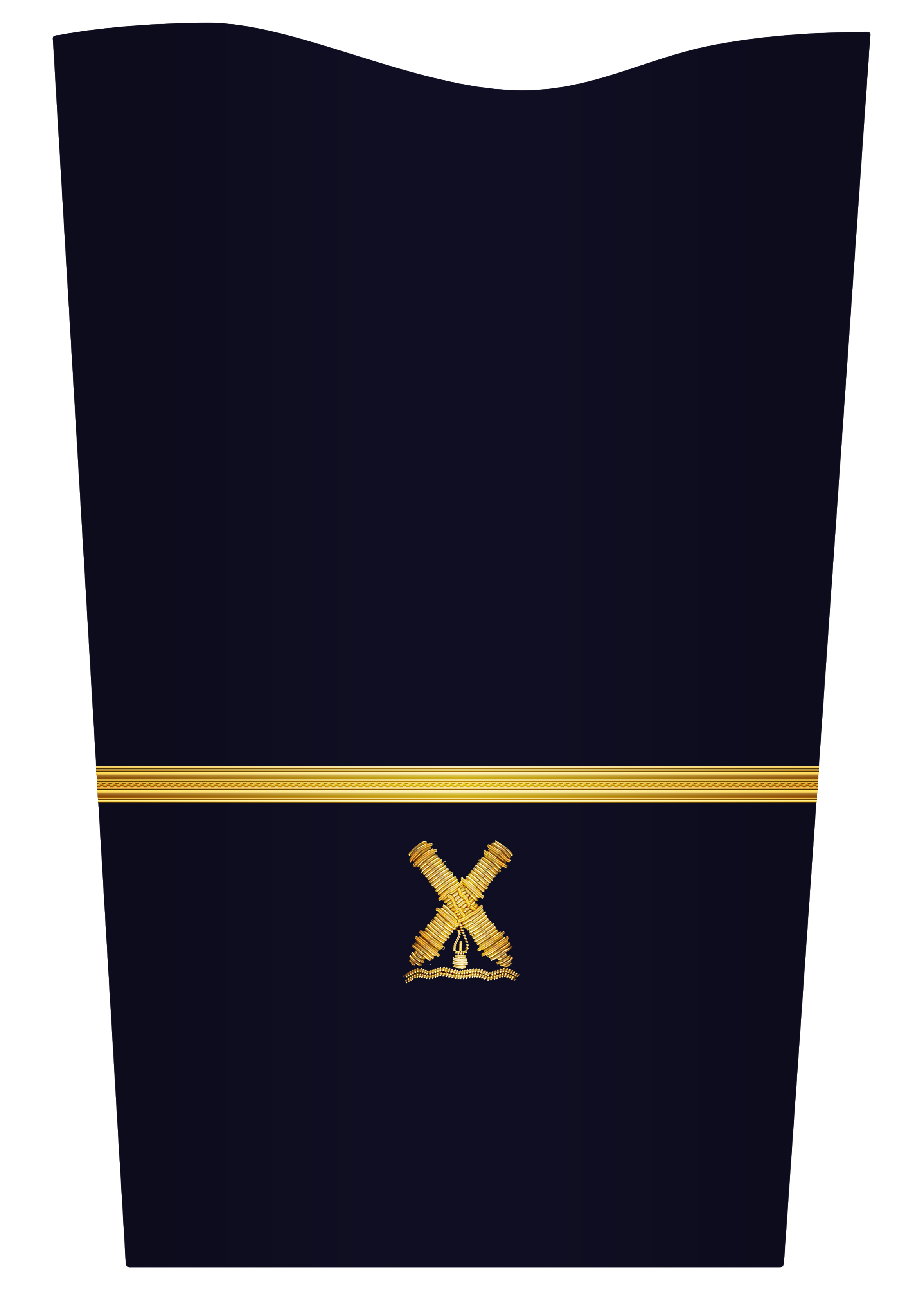
Amfibiekåren (innerkavaj m/48, mässdräkt)
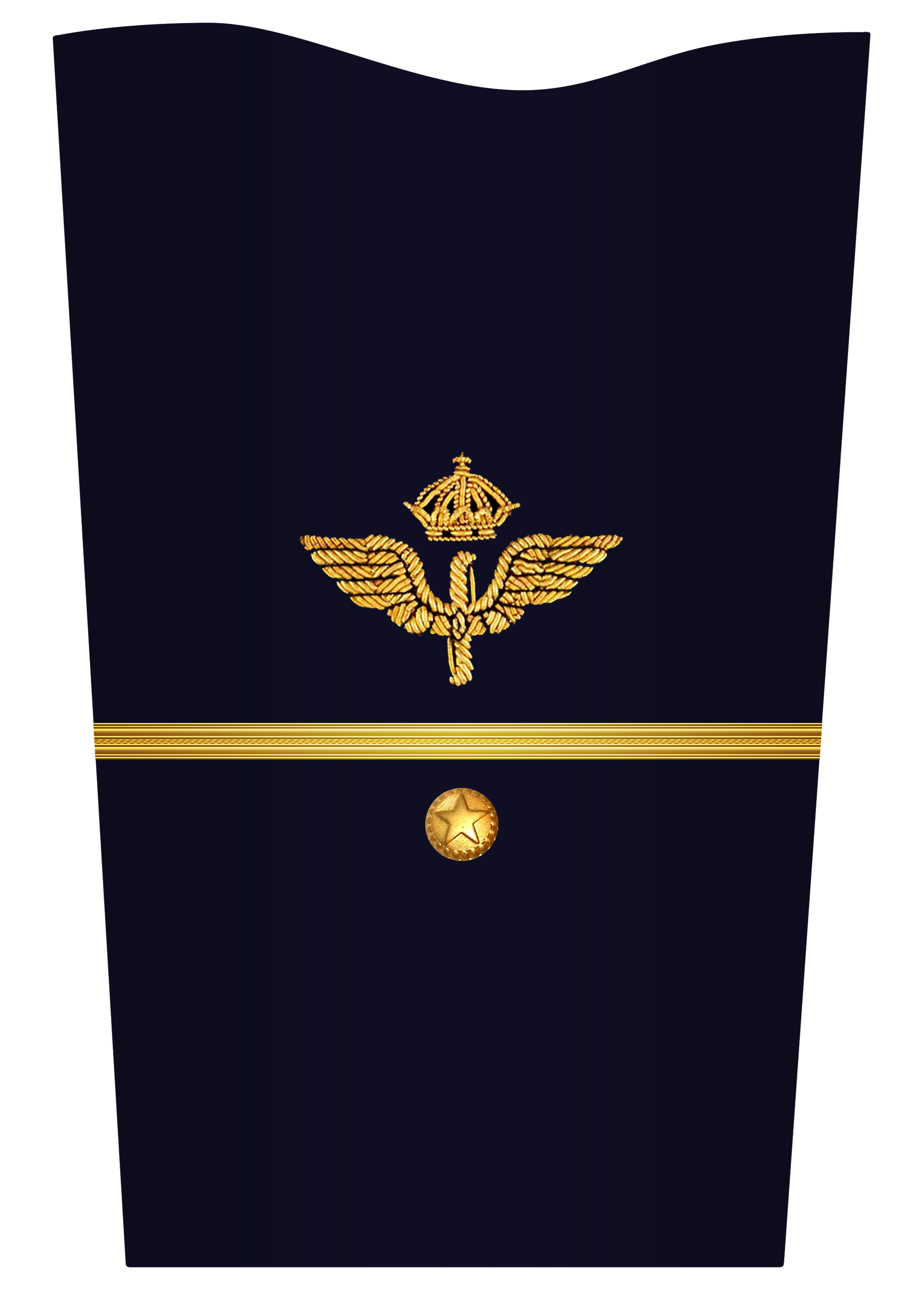
Flygvapnet (mässdräkt)

### Mössmärke
Mössmärke i form av agraff m/58 utvisar att bäraren är specialistofficer i Armén (OR-6--OR-9) eller befäl i Hemvärnet (OR-6--OR-9).

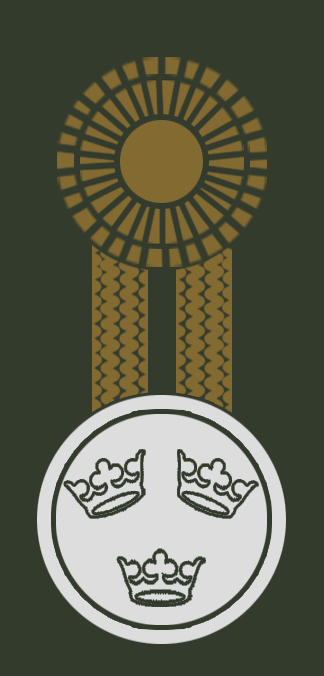
Armén (agraff m/58 för fältmössa 90 och pälsmössa m/59)
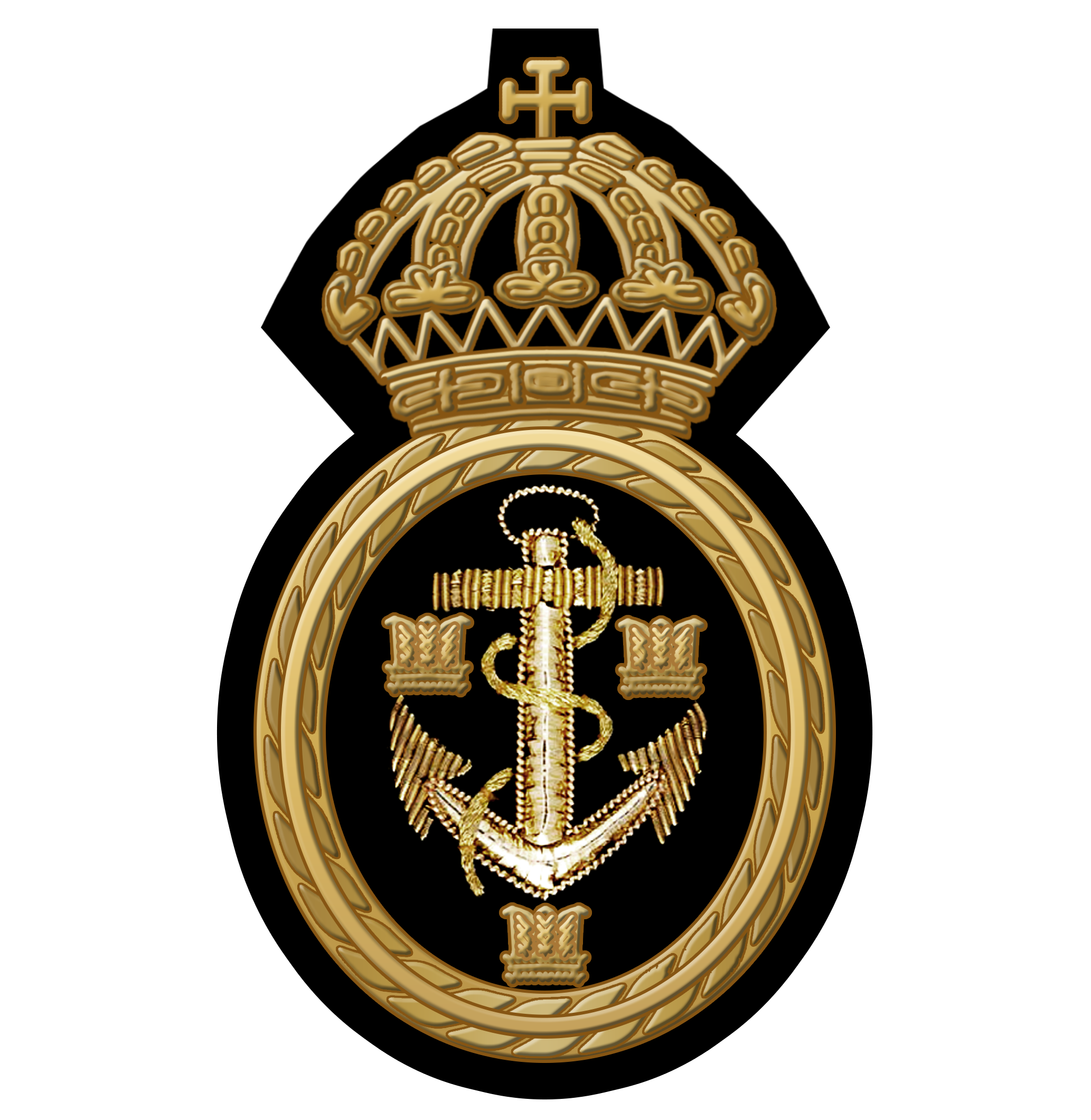
Flottan (skärmmössa m/87, båtmössa m/48)
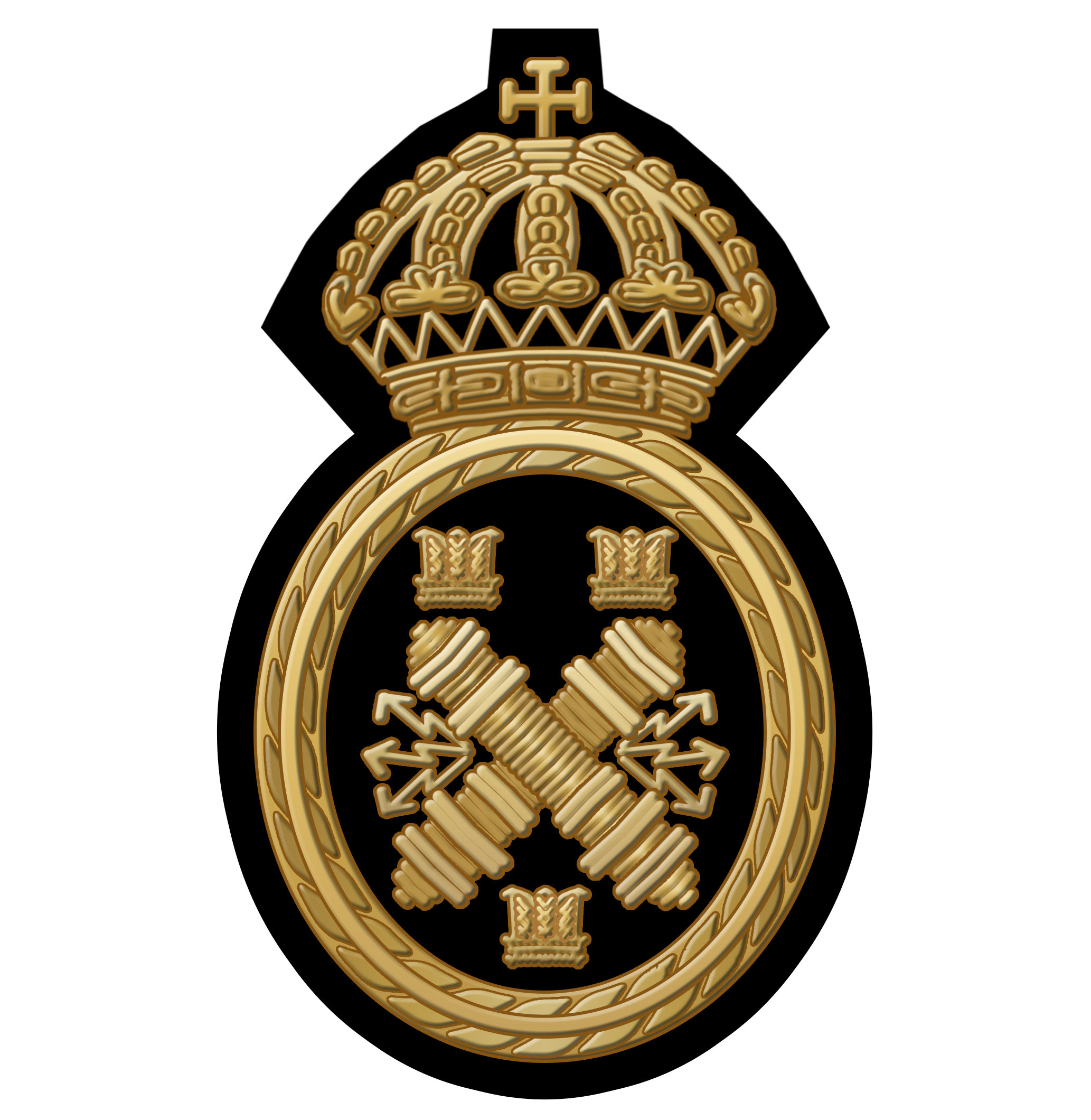
Amfibiekåren (skärmmössa m/87, båtmössa m/48)